# Pocoltón
Pocoltón es una localidad del municipio de Larráinzar ubicado en la región de Los Altos del estado mexicano de Chiapas.

## Geografía
La localidad de Pocoltón se sitúa en las coordenadas geográficas 16°52′48″N 92°42′01″O / 16.880000, -92.700278, a una elevación de 1,915 metros sobre el nivel del mar.

## Demografía
Según el Censo de Población y Vivienda 2020, efectuado por el Instituto Nacional de Estadística y Geografía, la localidad de Pocoltón tiene 334 habitantes, de los cuales 154 son del sexo masculino y 180 del sexo femenino. Su tasa de fecundidad es de 2.8 hijos por mujer y tiene 60 viviendas particulares habitadas.
| Gráfica de evolución demográfica de Pocoltón entre 1921 y 2020 |
|                                                                |
| INEGI.                                                         |